# Samuiłowa krepost (wieś)
Samuiłowa krepost (bułg. Самуилова крепост) – wieś w Bułgarii, w obwodzie Błagojewgrad, w gminie Petricz. Wieś się wyludniła.